# قشلاق خاص
قشلاق خاص (به لاتین: Qeshlaq Khas) یک منطقهٔ مسکونی در افغانستان است که در ولایت بادغیس واقع شده‌است.